# Orden religiosa católica

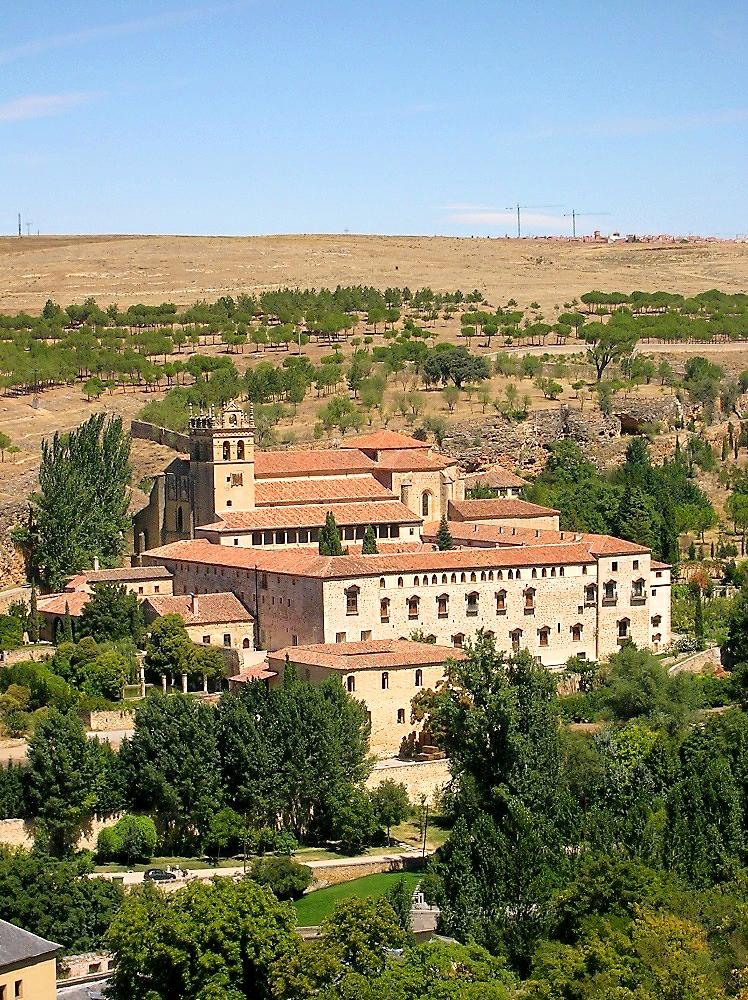
El monasterio de Santa María del Parral de los monjes de la Orden de San Jerónimo en España.

Orden religiosa católica es uno de los dos tipos de institutos religiosos reconocidos por la Iglesia católica. 
Están compuestas por grupos de personas cuyos individuos están unidos por una regla establecida por el fundador de dicha orden. Son la consecuencia del monacato en comunidad, de aquellos monjes que primero viven en soledad hasta que tienen que reunirse y compartir una vida religiosa porque el número de personas así lo requiere. Cada una de estas comunidades adoptó una regla de convivencia y un nombre. La aspiración común que tenía esta gente era la de llevar una vida apostólica semejante a la de los discípulos de Jesús, bien siguiendo un modelo activo o bien contemplativo. Las órdenes tienen su Fama desde finales del siglo XI hasta el XIII y desde el siglo XIV al XIX.
Existen cuatro ramas de órdenes religiosas:
- Órdenes monásticas: formado por monjes o monjas quienes viven y trabajan en el monasterio y recitan un Oficio común, Oficio divino o "liturgia de las horas". Su vida se conoce como contemplativa.
- Canónigos Regulares: formado por canónigos y canonesas regulares quienes recitan en coro el Oficio divino y generalmente tiene a cargo una parroquia.
- Órdenes mendicantes: formado por frailes, monjas o hermanas quienes recitan el Oficio divino y tienen participación activa en el apostolado y viven de las limosnas.
- Clérigos regulares: formado por sacerdotes quienes a la vez son religiosos con votos, tienen un apostolado más activo.

El otro tipo de Instituto religioso católico es el de las llamadas Congregaciones Religiosas. Los miembros de estas solo hacen votos simples en vez de solemnes por lo que, estrictamente, no son órdenes religiosas. Sin embargo, su forma de vida y apostolado no se diferencian en mucho.

## Características generales

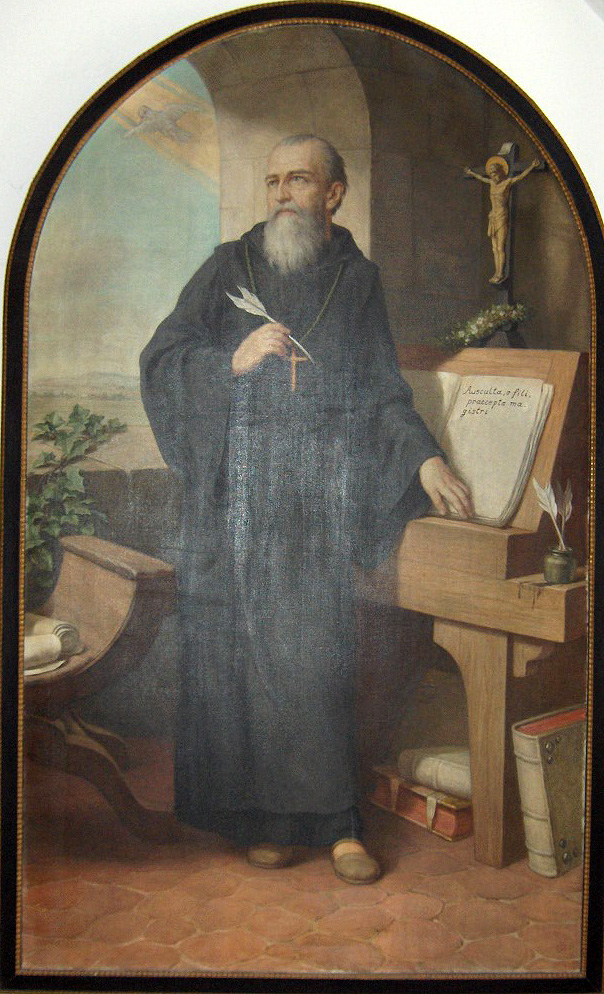
San Benito escribiendo la Regla, pintura en la iglesia de la Abadía de Heiligenkreuz. Las órdenes religiosas siguen una Regla de vida. La mayor parte de los monjes siguen o se inspiran en la de San Benito.

### Reglas religiosas fundamentales
Las órdenes religiosas siguen algunas de las reglas establecidas para regular la vida en comunidad dentro de los monasterios o conventos. Algunas órdenes observan la Regla de San Benito que se centró en el trabajo y oración dentro del monasterio, generalmente a las comunidades que siguen ésta se les llama de vida contemplativa. La Regla de san Basilio es usada en menor cantidad de órdenes y sobre todo en las comunidades monásticas de las Iglesias católicas de Oriente y de la Iglesia ortodoxa.
La gran mayoría de las órdenes religiosas de clérigos regulares y otros tipos de órdenes religiosas siguen la Regla de San Agustín (la más antigua de occidente), esta también regula las horas canónicas, las obligaciones de los monjes, el tema de la moral y los distintos aspectos de la vida en comunidad, pero no limita las labores al monasterio. 
Aparte de las reglas ya mencionadas, existen también otras como la de San Francisco, primera regla de vida mendicante, y la de San Juan de Mata, organizada en vista a la redención de cautivos cristianos en manos de musulmanes, siendo ésta, la primera regla en poner juntos los tres votos de pobreza, obediencia y castidad que posteriormente la iglesia extenderá a las demás órdenes religiosas.
Cada orden tiene sus propias regulaciones para la práctica de su regla, según su carisma específico. Estas se conocen como Constituciones o Estatutos.

### Proceso de admisión
La admisión a las órdenes religiosas no solo es regulada por la Iglesia católica y la Regla de vida religiosa, sino que también cada comunidad tiene sus propias normas. Generalmente, luego de un largo periodo que abarca el aspirantado, postulantado y noviciado se toman los votos temporales (o simples) que son renovados cada cierto tiempo mientras el candidato prueba su vocación. Si el candidato desea ser admitido permanentemente en la orden, se requiere una profesión pública de los Consejos Evangélicos de pobreza, castidad y obediencia confirmada por el voto solemne (o perpetuo). Uno de los efectos de este voto es que el miembro hace su compromiso para siempre, es decir, promete a Dios seguirlo en el carisma específico en vida de castidad, pobreza y obediencia hasta la muerte; en caso de abandonar la orden, deberá pedir un Indulto Pontificio.

## Organización de las órdenes religiosas

### Órdenes monásticas

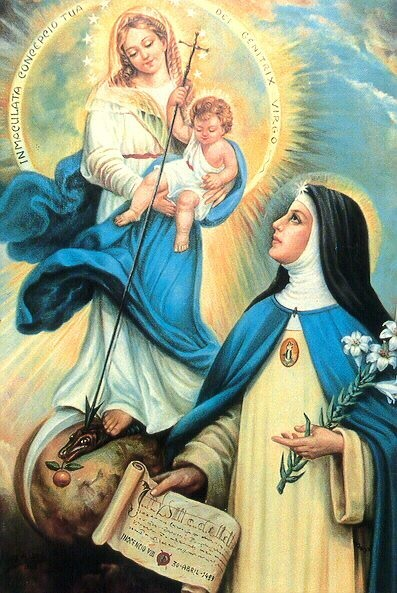
Santa Beatriz de Silva recibió una aparición de la Virgen María en la que la propia Virgen le pidió que fundara una orden religiosa dedicada a su Inmaculada Concepción.

Con los conflictos que suscitaron los primeros intentos de vida religiosa y la llegada de las primeras reglas monásticas, sobre todo la de los benedictinos, las comunidades empezaron a escoger su propia regla; desde entonces se puede hablar con propiedad de vida monástica y de monasterios. La vida monástica está sujeta a un horario establecido que incluye el rezo del Oficio o de las horas canónicas.

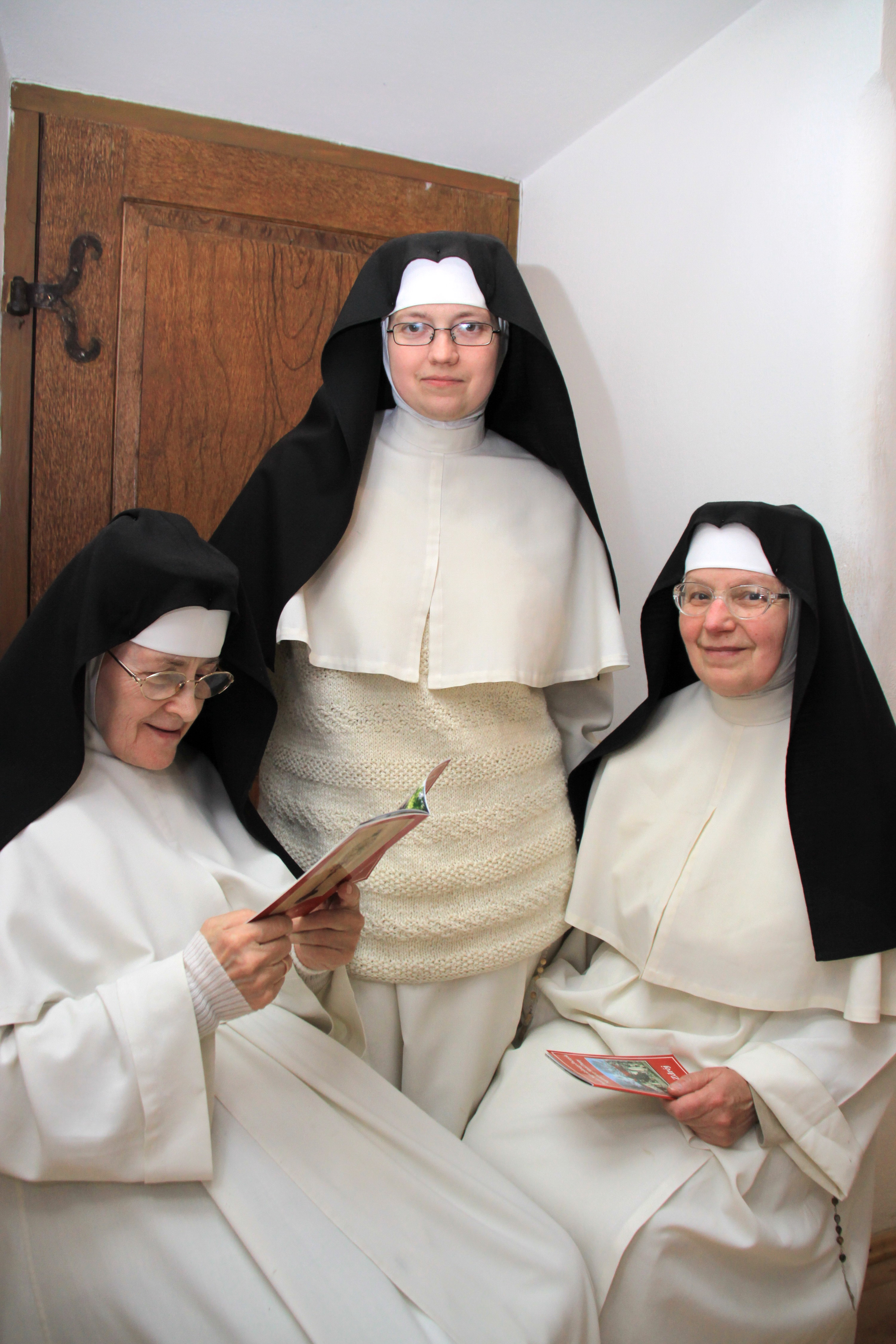
Monjas Premonstratenses (o de la Orden de San Norberto). Ejemplo de una orden monástica femenina.

En Occidente, las fundaciones de monasterios fueron decisivas para la expansión de la civilización cristiano-romana en el Norte de Europa en los siglos de la alta Edad Media, y en el caso de Irlanda e Inglaterra, con movimiento de retorno hacia el continente. Sucesivas reformas monásticas fueron actualizando a los benedictinos, columna vertebral del monacato occidental. Surgen entonces la Orden de Cluny y la Orden del Císter entre otras, las cuales influyeron de manera decisiva en la economía, la política, la cultura, el arte (románico y gótico).
En el Imperio bizantino adquirieron los monasterios un prestigio social, riqueza e influencia política inmensos. Su relación cambiante con el Emperador y el clero secular estuvo en el origen de las luchas entre iconoclastas e iconódulos. En particular, los monasterios del monte Athos adquirieron una autonomía especial y un prestigio extraordinario, que aún hoy mantienen. El papel del monacato oriental fue decisivo para la evangelización y el desarrollo cultural y político de los pueblos eslavos (incluso del alfabeto cirílico).

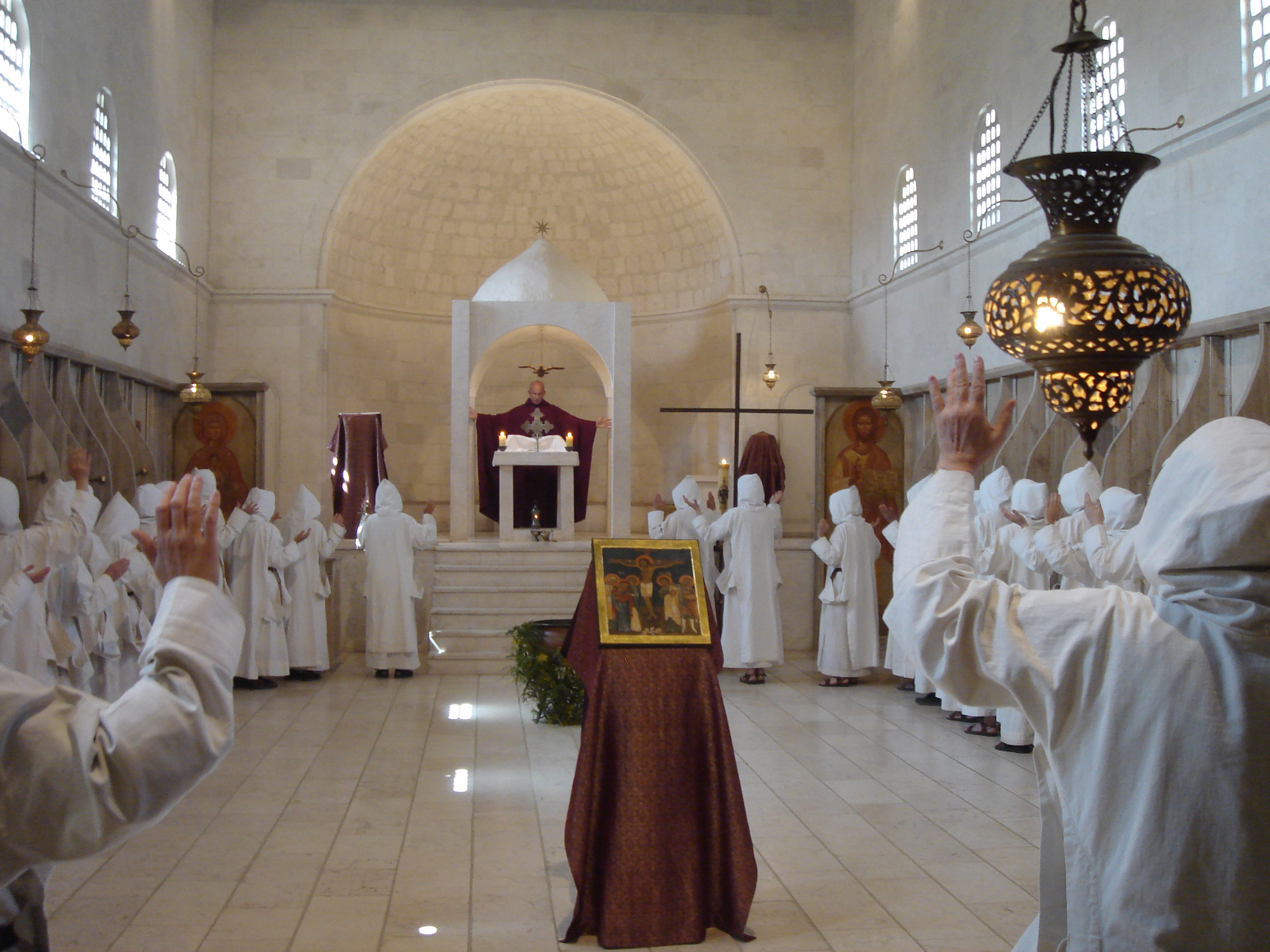
Monjas de la familia monástica de Belén, de la Asunción de la Virgen y de San Bruno.

Las fundaciones monásticas debían hacerse en "desierto", siguiendo el ejemplo de los primeros ermitaños, lo que en Europa significaba hacerlo en el campo. Si la fundación quería ser rigurosa, se alejaba incluso de cualquier núcleo rural y buscaba un lugar solitario, en medio de un bosque. El ideal de locus amenus para la vida monástica se intentaba reproducir en el claustro (lugar encerrado) donde una fuente y un jardín recordaban el Paraíso.
La clausura o encierro podía ser más o menos rígida, y el contacto con el exterior mayor o menor. A partir de la época de Cluny se estrechó la relación de los monjes con la clase dominante del Imperio carolingio, de la que formaban parte por parentesco y función social, en algunos casos. En el feudalismo el estamento privilegiado era el clero que, junto a la nobleza, tenía en los monjes su más acabado ejemplo. Los monasterios eran señores sobre tierras y vasallos, disponiendo de siervos y derechos señoriales. Al señorío eclesiástico que ejercían los monasterios se denominaba abadengo.

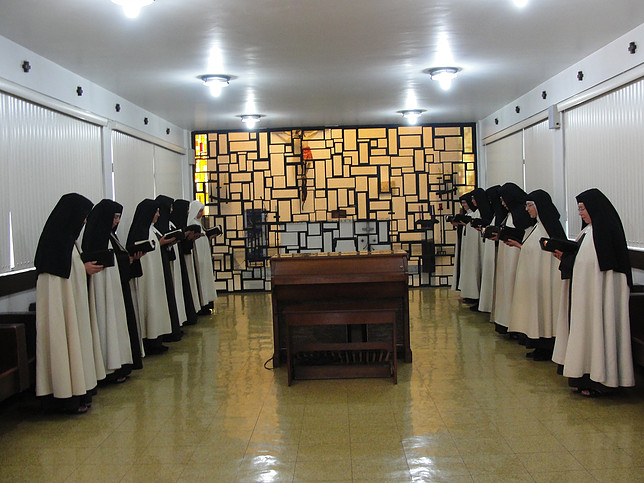
Monjas Carmelitas Descalzas en su vida de clausura monástica.

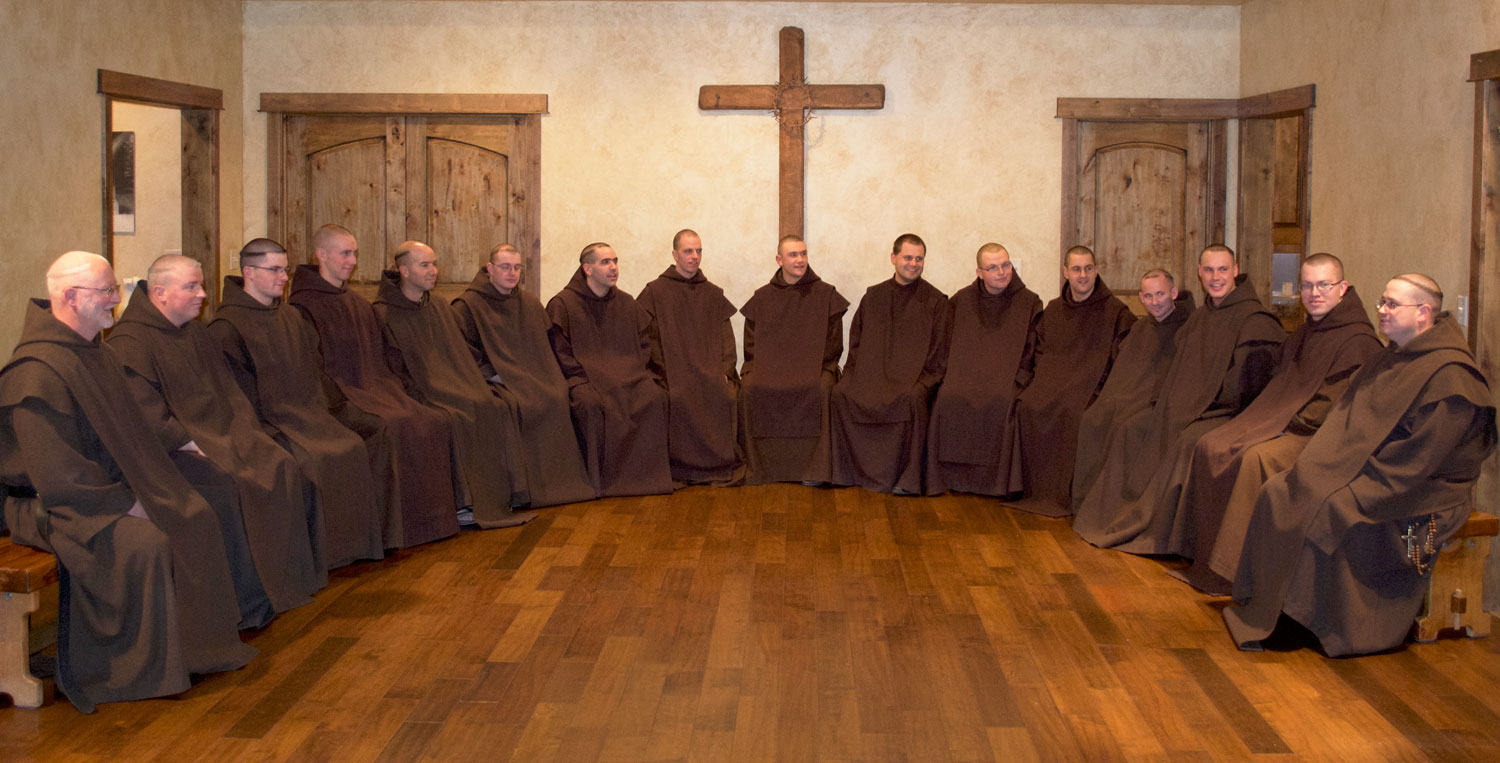
Comunidad de monjes ermitaños Carmelitas (de la Orden de Nuestra Señora del Monte Carmelo).

Los monjes tenían la obligación del trabajo que les imponía la regla ora et labora (reza y trabaja) que era, muy comúnmente, trabajo físico (aunque la parte más dura la solían hacer los hermanos legos). La consideración del trabajo intelectual era equivalente a la del físico, y laboratorium o lugar de trabajo podía ser perfectamente el scriptorium donde se copiaban a mano los textos disponibles en las bibliotecas monásticas, que por muy reducidas que fueran eran los únicos lugares de transmisión del saber clásico durante la Alta Edad Media.
Las principales órdenes monásticas, en la actualidad, son: benedictinos, cistercienses (en sus dos vertientes, de la común y de la estrecha observancia), camaldulenses (también con dos ramas, la perteneciente a la Confederación Benedictina, y la de los ermitaños de Monte Corona), cartujos, jerónimos, mercedarios, mínimos y paulinos, así como las femeninas concepcionistas y visitandinas.

### Canónigos regulares
El origen de los canónigos regulares se puede colocar en los capítulos catedralicios, donde los canónigos formaron comunidades, bajo una Regla de vida, mayoritariamente siguieron la Regla de San Agustín. A partir de muchas comunidades de canónigos, nacieron algunas órdenes monásticas, que imitaron su manera de vivir. Sin embargo, el fin mismo de las comunidades canonicales, no es el mismo de las monásticas, es decir, su objetivo no es la vida contemplativa ni el «alejamiento del mundo», sino el ministerio público de los sacramentos y el apostolado.

### Órdenes mendicantes

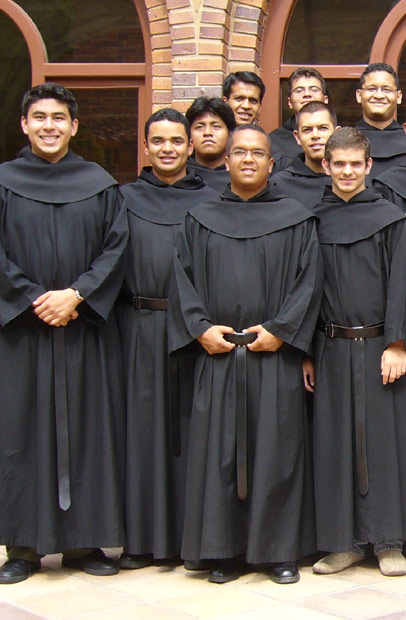
Frailes de la Orden de Agustinos Recoletos. Estos religiosos, aunque sí siguen la Regla de San Agustín, propia de los canónigos regulares, no es una orden canonical, sino mendicante.

Las órdenes mendicantes o conventuales surgen después de la crisis de la Iglesia y la invasión propagandística de movimientos como el catarismo y la Iglesia valdense surgió una nueva forma de vida ascética
que no implicaba el aislamiento de la ciudad y la vida urbana. Esta forma de vida fue impulsada sobre todo por san Francisco de Asís y santo Domingo de Guzmán e incluían la limosna como forma de sustento. Los llamados conventos debían ser un lugar donde el fraile diera testimonio de un modelo de vida cristiana que sedujera y orientara a los seglares.
Los monjes de este nuevo tipo de vida serían llamados hermanos o frailes y no vivirían en monasterios, sino en conventos que estaban en medio de las ciudades. Para ellos se adoptó sobre todo la regla de San Agustín. Así mismo, la nueva estructura de organización no ligaba a los frailes a un solo convento, sino que el superior general dictaba los traslados de cada uno para una mejor evangelización.
Las primeras órdenes mendicantes que aparecieron fueron la Orden Trinitaria, fundada en 1193 por el provenzal San Juan de Mata, cuya misión era redimir cautivos, para ello se valían de ofrendas de los fieles. Orden de Frailes Menores o Franciscanos (la rama femenina de los franciscanos se denominan clarisas) y la Orden de Predicadores o Dominicos, a las que luego siguieron los Carmelitas, Servitas y Agustinos.

### Clérigos regulares
Las primeras órdenes de clérigos regulares en sentido estricto se fundaron durante el siglo XVI. Sus miembros son sacerdotes que viven en comunidad y su principal función es la de ejercer un ministerio similar a la de los clérigos seculares, promocionando el culto divino y procurando la salvación de las almas, a través del servicio espiritual y temporal, la educación de la juventud, la predicación, el cuidado de los enfermos, etc. Los clérigos regulares, debido a sus actividades pastorales, muchas veces están dispensados de las exigencias de la vida comunitaria que caracterizan a las demás órdenes regulares.